# Casarano
Casarano est une commune de la province de Lecce, dans les Pouilles, en Italie.

## Administration
| Période                                  | Période  | Identité               | Étiquette       | Qualité |
| ---------------------------------------- | -------- | ---------------------- | --------------- | ------- |
| 15 juin 2004                             | En cours | Remigio Michele Venuti | Centro-Sinistra |         |
| Les données manquantes sont à compléter. |          |                        |                 |         |

### Communes limitrophes
Collepasso, Matino, Melissano, Ruffano, Supersano, Taurisano, Ugento.

### Évolution démographique
Habitants recensés

## Personnalités liées à la ville
- Boniface IX (Pietro Tomacelli) (1355-1404), pape ;
- Paolo Nespoli (1957-), astronaute et citoyen honoraire de Casarano ;
- Tonino Carlino (1933-2021), ténor.

## Jumelages
- Charleroi (Belgique) ;
- Manoppello (Italie).